# Felipe Berchesi
Felipe Berchesi (nacido en Montevideo el 12 de abril de 1991) es un jugador de rugby uruguayo que juega con la selección de Uruguay en la posición de apertura.

## Carrera

### Clubes
Berchesi comenzó su carrera en Uruguay jugando para el Carrasco Polo Club. En 2013 se trasladó a Italia para jugar con Rugby Badia.
En 2014, el jugador se instaló en Francia para jugar en Chambéry. En 2015 cambió de club al Carcassonne. Desde 2017 juega en el Dax.
Felipe Berchesi, para muchos es el mejor jugador de su division en Francia.